# مقاطعة ميرجاوة
مقاطعة ميرجاوة (بالفارسية: شهرستان میرجاوه) هي إحدى مقاطعات محافظة سيستان وبلوشستان في إيران. كان عدد سكان المقاطعة سنة 2006 حوالي 45,896 نسمة.